# Zahnbürste

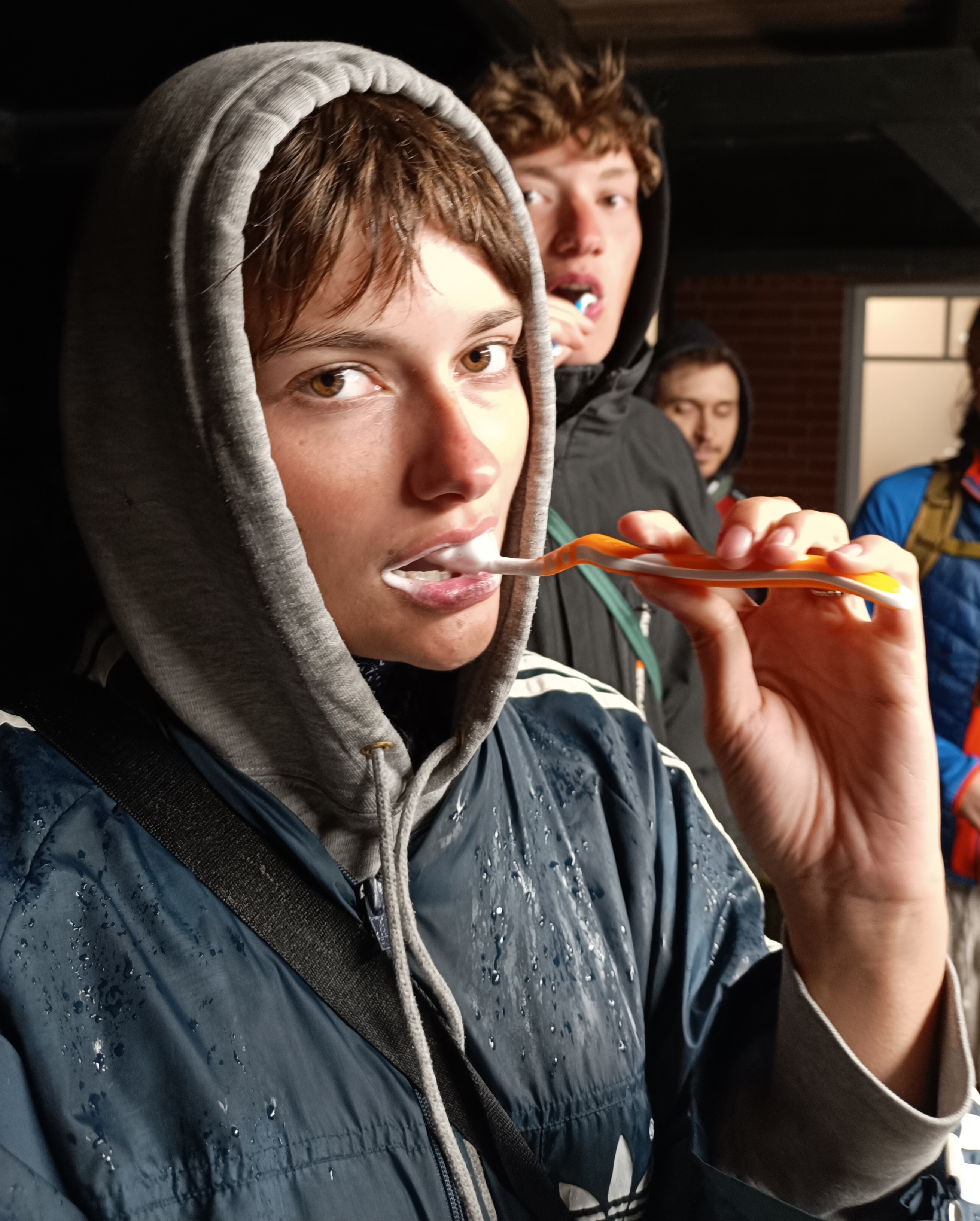
Zwei Geschwister putzen sich mit Zahnbürsten die Zähne

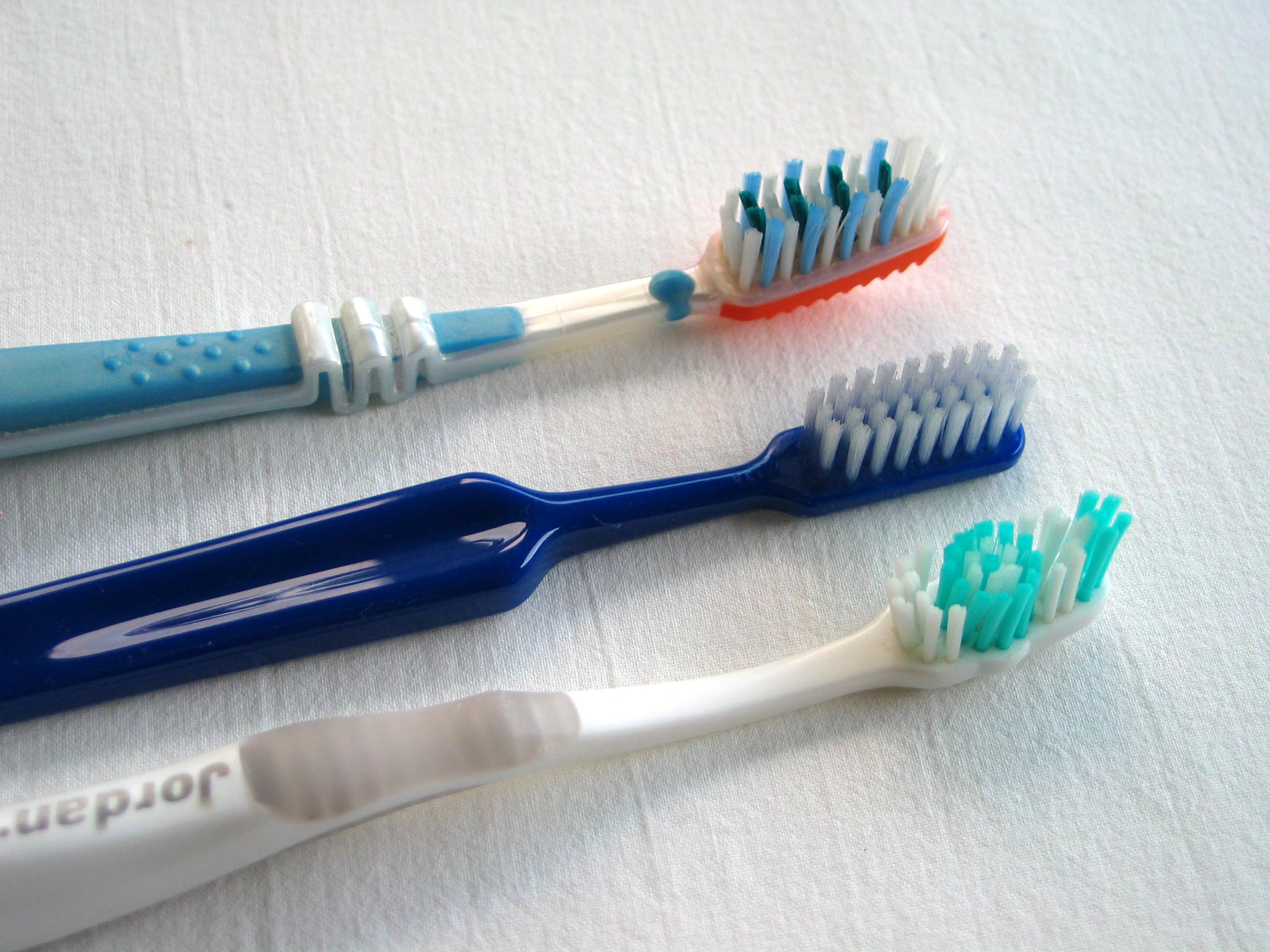
Kopfzahnbürsten

Die Zahnbürste ist ein Instrument zur Reinigung und Pflege der Zähne. Zahnbürsten werden mit unterschiedlicher Härte der Borsten und in vielfältigen Größen, Farben und Formen angeboten und meist zusammen mit Zahnpasta verwendet.

## Geschichte

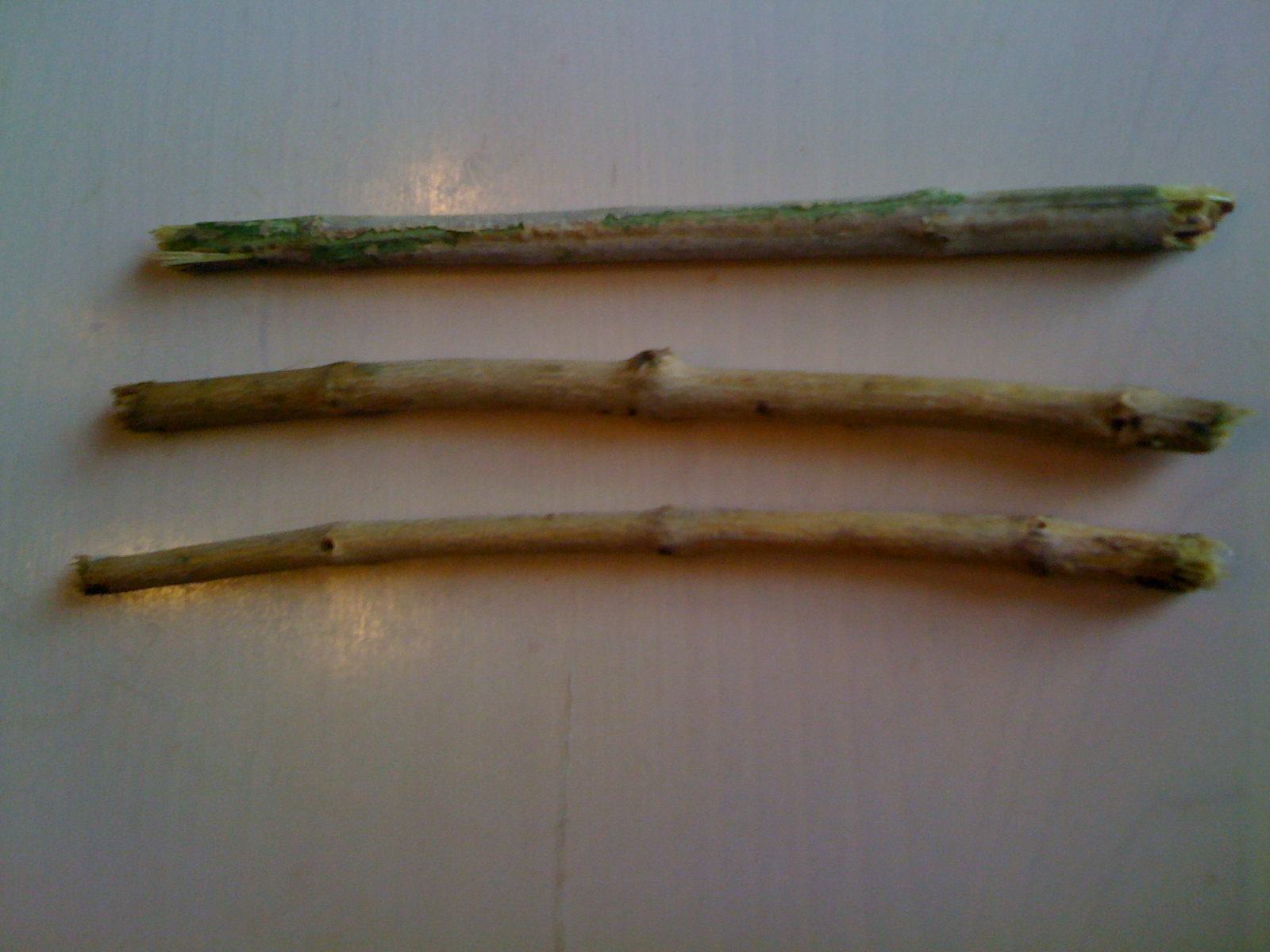
Kaustöckchen (Miswak)

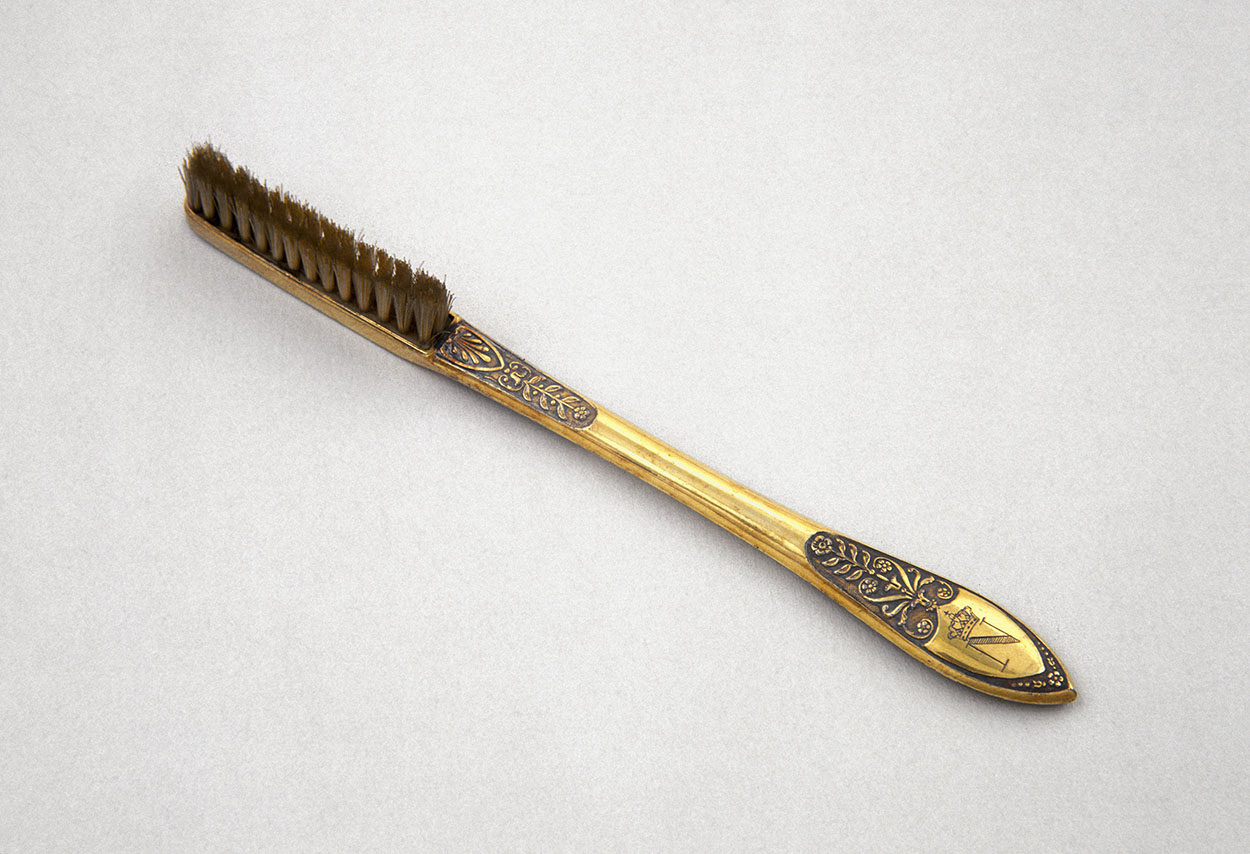
Zahnbürste von Napoleon Bonaparte, 1795. Science Museum London.

Archäologische Funde in altägyptischen Gräbern aus der Zeit um 3000 v. Chr. belegen, dass das früheste bekannte Gerät zur Zahnreinigung ein kleiner Stock zum Kauen war. Es war das dünne Stück eines Astes, das an einem Ende zerfasert wurde. Bei einigen Naturvölkern sind solche Kaustöckchen noch heute in Gebrauch (z. B. Miswak). Sie werden aber auch nach Deutschland exportiert.
Im Kaiserreich China wurden um 1500 Zahnbürsten mit Borsten entworfen, die allerdings die Form eines Pinsels hatten. Die Borsten stammten aus dem Nacken von Hausschweinen und wurden an Stielen aus Bambus oder Knochen befestigt. Ebenfalls um das Jahr 1500 gab es in Deutschland Reinigungssets aus Knochen, in denen eine Zahnbürste zusammen mit einem Ohrlöffel und einem Zahnstocher montiert war, wie ein archäologischer Fund aus Lübeck zeigt.
In Europa bevorzugte man wohl das weichere Pferdehaar als Bürstenmaterial, denn der französische Arzt Pierre Fauchard, der als Vater der modernen Zahnheilkunde gilt, äußerte sich in seinem Lehrbuch von 1728 abfällig über die wirkungslosen, weil viel zu weichen, Zahnbürsten aus Rosshaaren. Zu der Zeit wurden die Zähne überwiegend mit Schwämmen oder Läppchen gereinigt. Um 1700 erfand der Stadtphysikus Christoph von Hellwig eine Zahnbürste. Dabei war der Griff aus Holz oder Metall und die Borsten bestanden aus Pferdehaar. Der Engländer William Addis (1734–1808) gründete 1780 die erste Firma, die Zahnbürsten professionell aus Kuhknochen und -borsten herstellte. Die Zahnbürste war ein Luxusgut der Wohlhabenden.

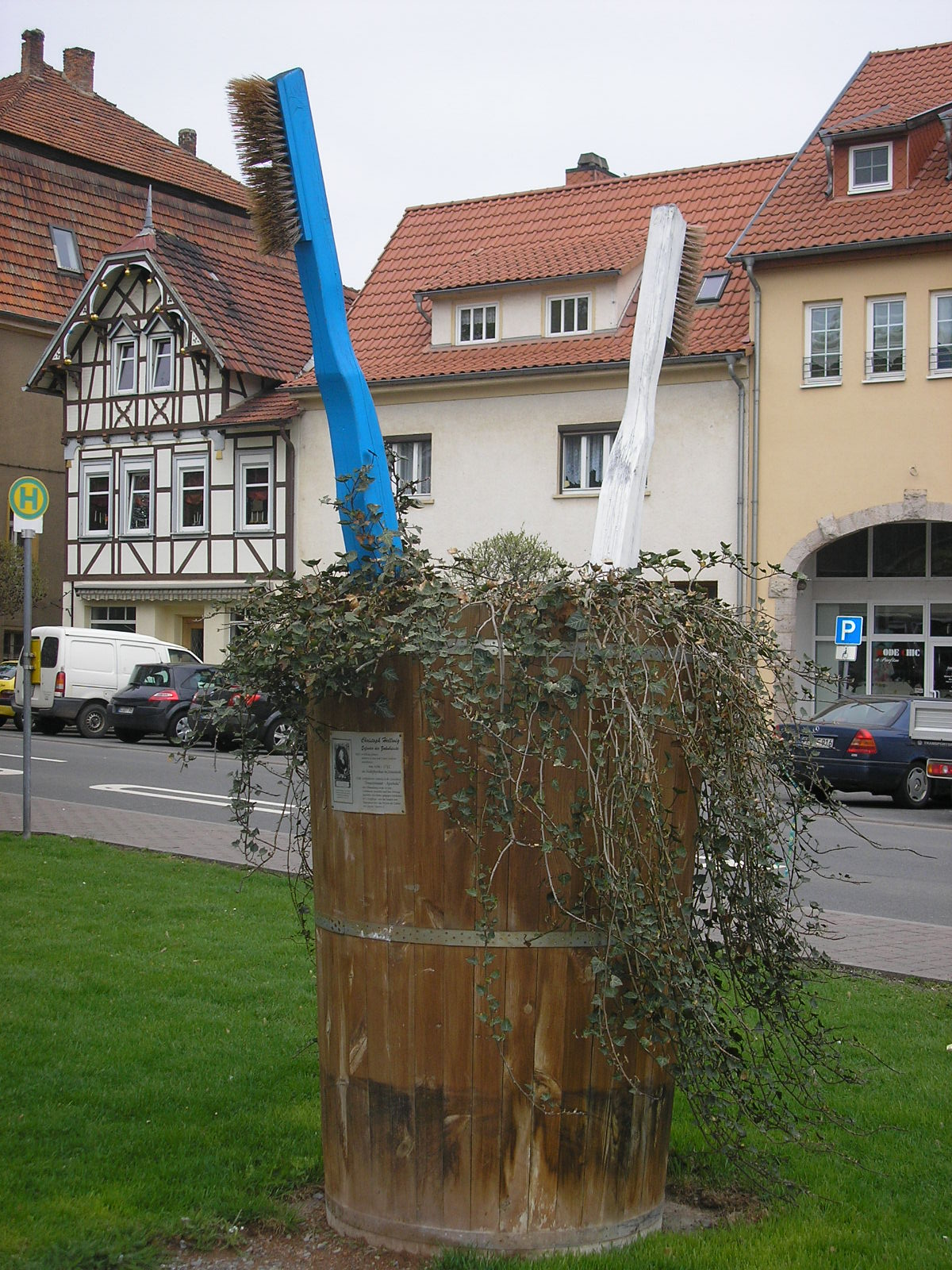
Zahnbürstendenkmal in Bad Tennstedt, zu Ehren von Christoph von Hellwig

Im 19. Jahrhundert bestanden die Griffe von Zahnbürsten aus Tierknochen, Elfenbein, Horn oder Schildpatt. Es gab einfache und doppelte Zahnbürsten, bei denen die Borsten an einem bzw. an beiden Enden angebracht waren. Bei der doppelten Ausführung war ein Ende gekrümmt, um die Innenseite des Gebisses leichter reinigen zu können.
1880 wurde eine erste Form der elektrischen Zahnbürste von Dr. Scott entwickelt, dieser beantragte zudem ein Patent für sein Gerät. Da die Produktion zu diesem Zeitpunkt nicht zu bezahlen war, dauerte es noch bis zu den 1940er-Jahren, bis ein erstes Produkt auf den Markt kam.
Mit der Erfindung des Nylons wurde 1938 die billige Massenherstellung von Zahnbürsten ermöglicht. Am 24. Februar 1938 stellte das US-amerikanische Unternehmen DuPont die ersten Exemplare mit Nylonborsten her. Diese erste Generation von Zahnbürsten war jedoch noch so hart, dass sie das Zahnfleisch verletzen konnten und daher kaum zu empfehlen waren. Erst 1950 war weicheres Nylon verfügbar, das sich besser eignete.
Bereits im 19. Jahrhundert wurde die Benutzung der Zahnbürste nach jeder Mahlzeit neben der regelmäßigen zahnärztlichen Untersuchung des Gebisses empfohlen:

„Sodann müssen, wo möglich nach jedem Essen, alle Lücken und Höhlen der Zähne durch Zahnstocher und Zahnbürste von Speiseresten, vorzüglich aber von solchen die leicht faulen (also von thierischen Speisen), befreit werden. […] Jedenfalls aber müssen auch die Zähne öfters einer ordentlichen Untersuchung von Seiten eines Zahnarztes unterliegen.“

## Formen und Zubehör

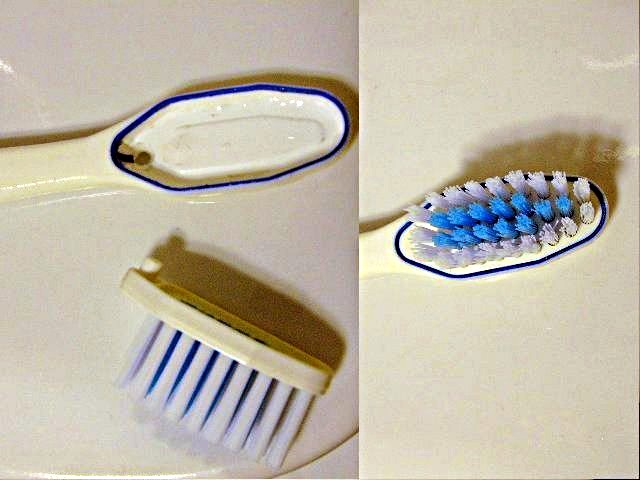
Der Kopf einer Wechselkopfzahnbürste

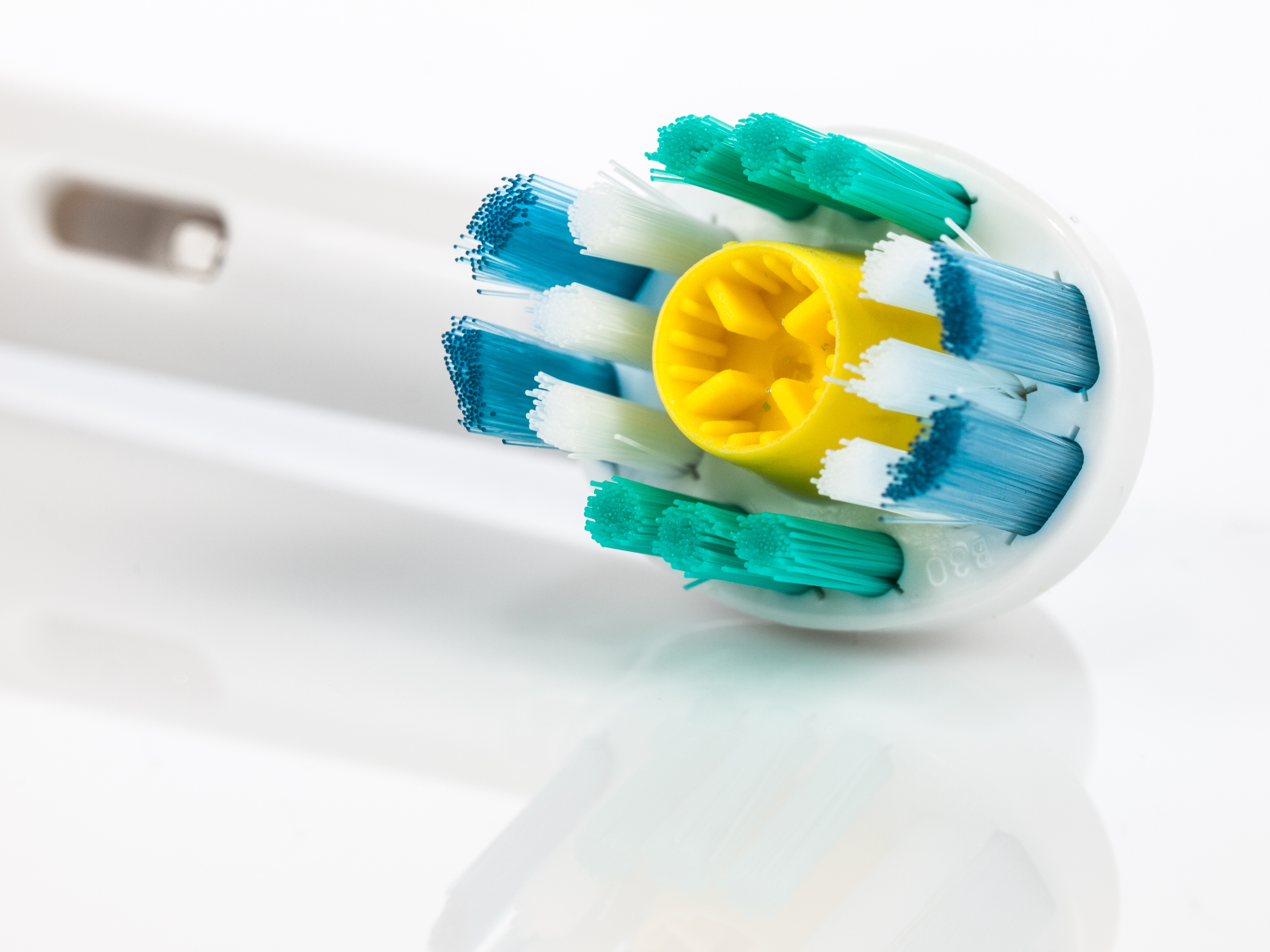
Kopf einer elektrischen Zahnbürste

### Handzahnbürste
Das verbreitetste und auch billigste Modell ist die mit der Hand geführte Kurzkopfzahnbürste. Einige Bereiche im Mund sind durch einen kleinen Bürstenkopf besser erreichbar, weshalb hochwertige Handzahnbürsten oft über einen kurzen Kopf, mittelharte bis weiche Kunststoffborsten mit abgerundeten Borstenenden und einen ergonomischen Handgriff verfügen, der eine sichere Führung erlaubt. Ein planes Borstenfeld hat sich bewährt. Zur besseren Reinigung der Zahnzwischenräume und anderer schwer erreichbarer Stellen wurden Modelle mit angewinkelten und kreuzweise angeordneten Borsten sowie gebündelten separaten Borstenfeldern entwickelt. Heute wird mitunter wieder über den Einsatz von Naturborsten diskutiert, die allerdings aus hygienischen Gründen außerordentlich bedenklich sind (Markkanal, raue Oberfläche). Eine ökologische Variante der Handzahnbürste ist die Wechselkopfzahnbürste, bei der nach ca. 8 Wochen nur der Kopf ausgetauscht werden muss, der Stiel hingegen kann je nach Einsatzhäufigkeit länger verwendet werden. Dadurch fällt weniger Plastikmüll an. Eine weitere Variante der Handzahnbürste zur Vermeidung von Plastikabfällen sind Handzahnbürsten mit einem Griff aus nachwachsenden Rohstoffen wie Bambus oder Buchenholz.

### Elektrozahnbürsten
1939 wurde in den USA eine elektrisch angetriebene schwingende Zahnbürste vorgestellt, die – wenn auch erheblich größer – von der grundsätzlichen Form mit heutigen Modellen vergleichbar war und über auswechselbare Bürsten verfügte. Ein Bericht in einer deutschen Zeitung kommentierte: „Bequemer geht es wirklich nicht mehr.“
1954 wurde eine Elektrozahnbürste von der Schweizer Firma Broxo eingeführt. 1962 kostete die Broxodent-Zahnbürste in den USA 19,75 US-Dollar (entspricht heute ungefähr 200 US-Dollar).
Industrie-unabhängige Studien konnten zeigen, dass die Putzleistung elektrischer Zahnbürsten die von Handzahnbürsten übersteigt. Es wurde insbesondere eine Verminderung von Plaque und Gingivitis festgestellt.
Frühe Elektrozahnbürsten ahmten die Bewegung der Hand nach und schwangen elliptisch. Diese waren jedoch aufwendiger zu führen und weisen konstruktionsbedingt anfälligere mechanische Bauteile auf als andere elektrische Bürstenformen. Zudem verfügen heute nahezu alle Bauformen über einen Akkumulator-Betrieb, der die Bürste vom Kabelanschluss und der direkten Nähe einer Steckdose unabhängig macht. Aus Sicherheitsgründen ist diese Konstruktionsweise in vielen Ländern vorgeschrieben, da der Betrieb mit Netzanschluss bei Defekten oder beispielsweise der Benutzung unter der Dusche ein erhebliches Gefahrenpotential darstellt. Kabellose Bürsten werden deshalb in einem mitgelieferten Ständer gelagert, durch den sie mittels Induktion aufgeladen werden. Auch Bauformen mit Kontakt-Aufladung gelten im Sanitärbereich als zu gefährlich. Der Batteriebetrieb ist ebenfalls veraltet, jedoch vor allem im günstigsten Preissegment noch häufig anzutreffen.
Da Elektrozahnbürsten wesentlich langlebiger sind als ihr Bürstenkopf, haben alle Modelle auswechselbare Köpfe, die vom Verbraucher nachgekauft werden müssen.
Bei den im Handel überwiegend erhältlichen Elektrozahnbürsten besteht zudem das Problem einer erschwerten Reparatur, da die Lithium-Ionen-Akkumulatoren oder Nickel-Metallhydrid-Akkumulatoren fest eingebaut werden und nicht ausgewechselt werden können.
Mehrere Hersteller haben Elektrozahnbürsten auf den Markt gebracht, die – mit dem Smartphone verbunden – Rückmeldung über das Putzverhalten geben.

#### Rotationszahnbürsten

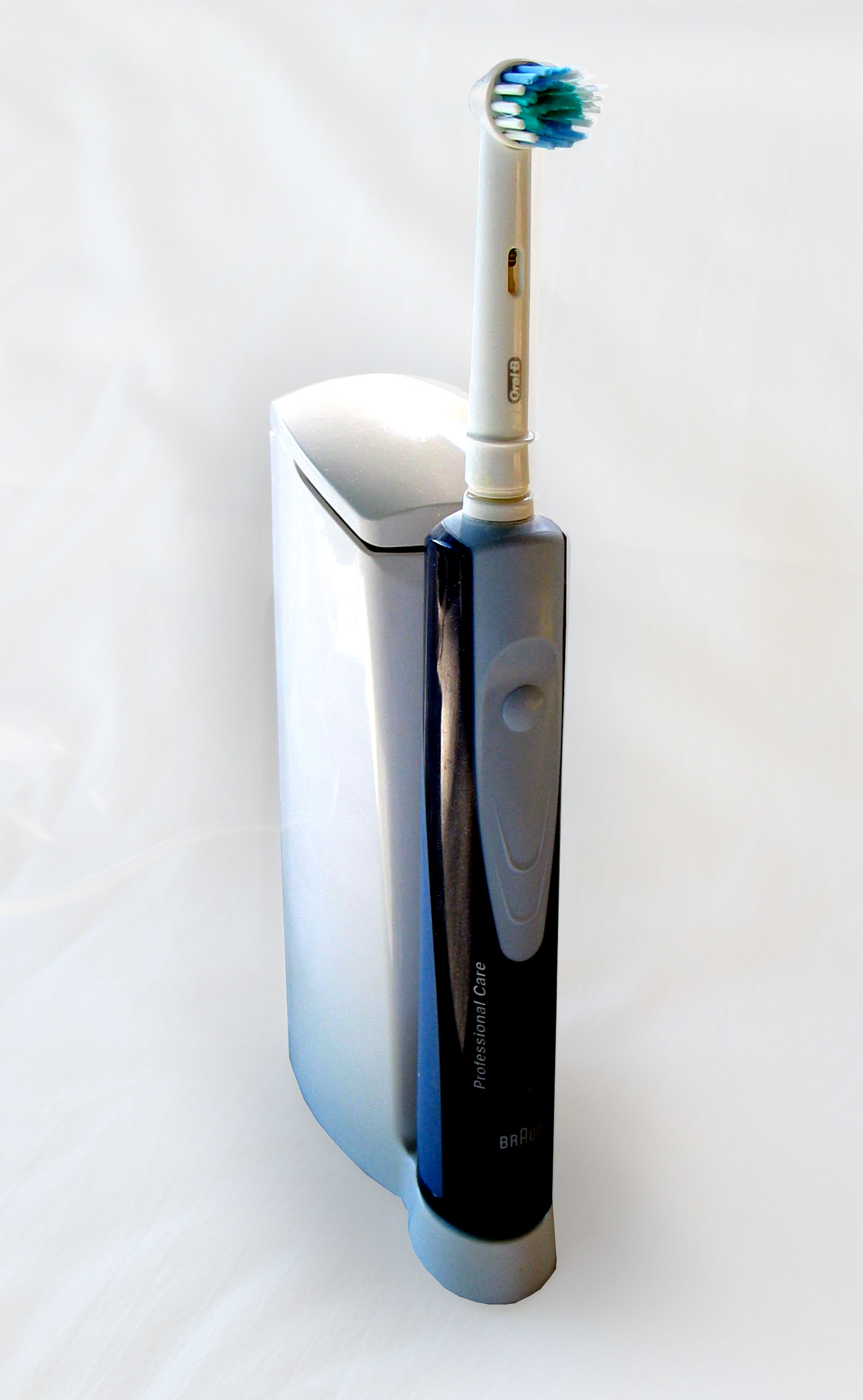
Elektrische Zahnbürste

Die oszillierend-rotierende Zahnbürste zeichnet sich durch einen runden rotierenden bzw. oszillierenden Bürstenkopf aus. Das Funktionsprinzip ist einem Zahnpoliturwerkzeug ähnlich.
Die Reinigungsleistung von oszillierend-rotierenden Bürstenköpfen ist nach einer Studie in einem geringen Maße besser als diejenige von Handzahnbürsten. Die Studienautoren sind jedoch womöglich nicht unabhängig, die klinische Signifikanz ist in Frage gestellt und die Qualität vieler Vergleichsstudien reicht für eine robuste Aussage nicht aus.

#### Schallzahnbürsten
Als Weiterentwicklung der elektrischen Zahnbürste gilt die elektronische Schallzahnbürste. Bei dieser wird der Bürstenkopf mit einer höheren Frequenz als bei herkömmlichen elektrischen Zahnbürsten bewegt. Anstelle eines Elektromotors wird der Kopf über einen elektrischen Schallwandler (magnetisch oder über Piezo-Effekt) angetrieben und lässt den Bürstenkopf meist mit einer Frequenz von 250 bis 300 Hertz schwingen. Der Zahn wird nicht durch die Schallwellen gereinigt, sondern durch die sich mit relativ hoher Frequenz bewegenden Borsten. Eine Besonderheit bei Schallzahnbürsten ist die ovale Form ihres Bürstenkopfes, die an den Kopf einer herkömmlichen Handzahnbürste erinnert.

#### Ultraschallzahnbürsten
Bei Schwingungsfrequenzen oberhalb 300 Hertz spricht man von „Ultraschallzahnbürsten“. Sie erreichen bis zu 1,8 Mio. Schwingungen pro Sekunde (1,8 MHz). Derartige Geräte arbeiten mit einem Tupfer, der die Flüssigkeit im Mund in Schwingungen versetzt und mithilfe einer speziellen Zahnpasta ohne Putzkörper, denn die Putzkörper verhindern die Wirkungsweise. Ihr Vorteil besteht darin, dass die Zähne und das Zahnfleisch nicht mechanisch bearbeitet werden.
Die erste Ultraschallzahnbürste, zunächst unter dem Namen Ultima später als Ultrasonex von der Sonex Corporation veröffentlicht, wurde erstmals im Jahr 1992 in den USA von Robert T. Bock patentiert, in demselben Jahr, in dem die FDA sie für den täglichen Hausgebrauch freigegeben hatte. 1993 hat das American Institute of Ultrasound in Medicine (AIUM) zusammen mit der National Electrical Manufacturers Association (NEMA) den Output Display Standard (ODS) entwickelt, der den thermischen Index sowie den mechanischen Index beinhaltet, die beide in die neuen FDA Regelungen aufgenommen wurden.

### Preise und Verbrauchskosten
Die Verwendung von Handzahnbürsten ist nach wie vor am billigsten. Teurer ist eine mechanische Elektrozahnbürste, noch teurer eine Schallbürste. Am teuersten ist die Ultraschallzahnbürste. Die Stiftung Warentest untersucht regelmäßig die Qualität von elektrischen Zahnbürsten. Aktuell koste der Testsieger 220 Euro. Aber eine Bürste für nur 16 Euro sei kaum schlechter (Stand: Januar 2019). Teilweise werden einem Grundgerät hohe Verbrauchskosten für Ersatz-Bürstenköpfe und damit ein Lock-in vorgeworfen, ein erschwerter Produktwechsel wegen entstehender Wechselkosten. Elektrische Zahnbürsten werden von vielen Verbrauchern als praktischer bewertet.

### Zahnbürsten für besondere Anforderungen

#### Kaubare Zahnbürsten

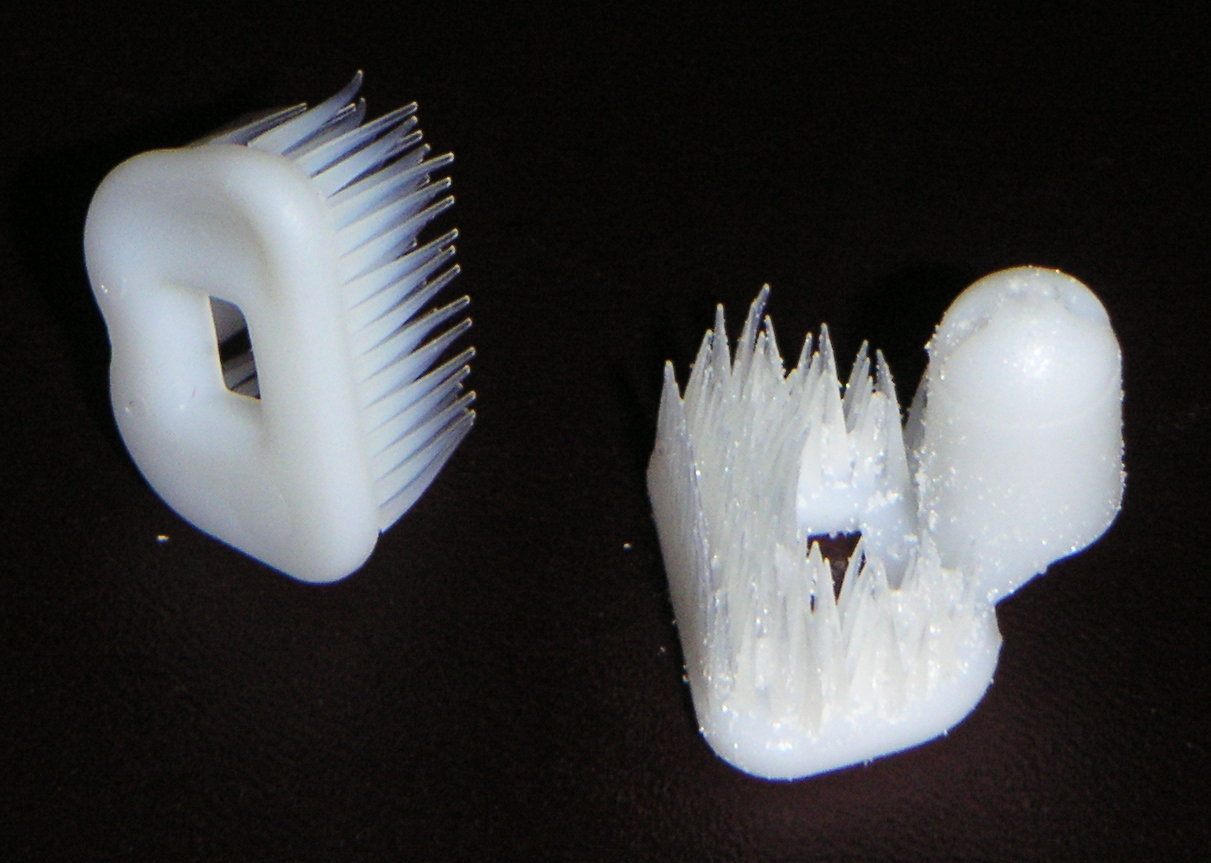
Kaubare Zahnbürsten, Zahnpastakristalle sind sichtbar

Für unterwegs oder wenn keine Möglichkeit zum herkömmlichen Zähneputzen besteht, sind Kaubare Zahnbürsten am besten geeignet. Sie wurden entwickelt, um Mund und Zähne unaufwändig von Essensresten und Plaque zu befreien.
Kaubare Zahnbürsten werden im Spritzgussverfahren aus Elastomeren hergestellt und haben eine mit Borsten bestückte Fläche, an der ein zylinderförmiger Zapfen befestigt ist. Zwischen den Borsten befindet sich ein zahnreinigendes Pulver, bestehend aus Xylit, Polydextrose, Aromen und Wasser. Der Putzvorgang erfolgt analog zur Verwendung von Zahnpflegekaugummi; darüber hinaus werden beim Kauen auf der Bürste die Zähne jedoch mittels Zapfen und Form der Bürste aktiv bis auf das Zahnfleisch gereinigt. Verwendet werden sie, wenn keine Möglichkeit zur herkömmlichem Mundhygiene besteht.
Diese Art Zahnbürsten wurde in den 1990er Jahren von einem niederländischen Zahnarzt entwickelt und patentiert. Mitte der 1990er Jahre wurde sie von dem Briten Jim Drew weiterentwickelt und in England unter dem Namen Fuzzy Brush eingeführt. Nach Herstellerangaben wurden zwei Studien durchgeführt. Vorwiegend werden sie in Automaten an Flughäfen und Raststätten angeboten.

#### Interdentalbürsten

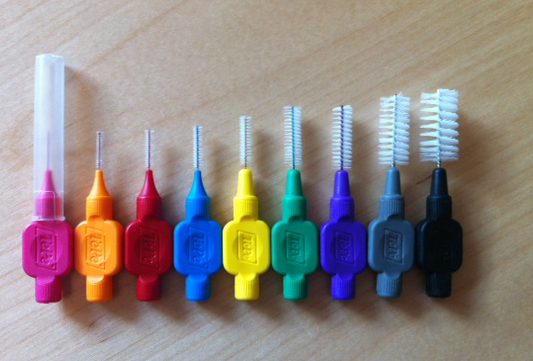
Zahnzwischenraumbürsten verschiedener (farbkodierter) Größe

Zahnzwischenraumbürsten, auch Interdentalbürsten genannt, sind Zahnbürsten zum Reinigen von Zahnzwischenräumen und schwer zugänglichen Stellen. In Apotheken und Drogerien werden verschiedene Stärken und Formen angeboten, z. B. Flaschenbürsten oder Pinselbürsten. Empfohlen wird, den Bürstenkopf alle vier Wochen zu wechseln.
Es gibt Hinweise, dass nach dem konventionellen Zähneputzen eine Interdentalbürste mehr Plaque entfernt als Zahnseide. Voraussetzung zur Anwendung ist jedoch, dass der Zahnzwischenraum groß genug für die Reinigung mittels einer Interdentalbürste ist.
Die Größe von Interdentalbürsten ist im ISO-Standard 16409 normiert. Die Bürstchengröße ist eine Zahl von 0 (kleine Zahnzwischenräume) bis 8 (große Zahnzwischenräume) und gibt den passierbaren Lochdurchmesser an. Dieser entspricht der Größe des Zahnzwischenraumes, in den sich das Bürstchen gerade noch schieben lässt, ohne dass sich der Draht verbiegt.
Die Farbe der Bürstchen unterscheidet sich zwischen verschiedenen Herstellern. Gleiches gilt für die Drahtstärke.
| Bürstchengröße                     | 0     | 1       | 2       | 3       | 4       | 5       | 6       | 7       | 8     |
| Passierbarer Lochdurchmesser in mm | ≤ 0,6 | 0,7–0,8 | 0,9–1,0 | 1,1–1,2 | 1,3–1,5 | 1,6–1,8 | 1,9–2,3 | 2,4–2,8 | ≥ 2,8 |

#### Fingerzahnbürsten

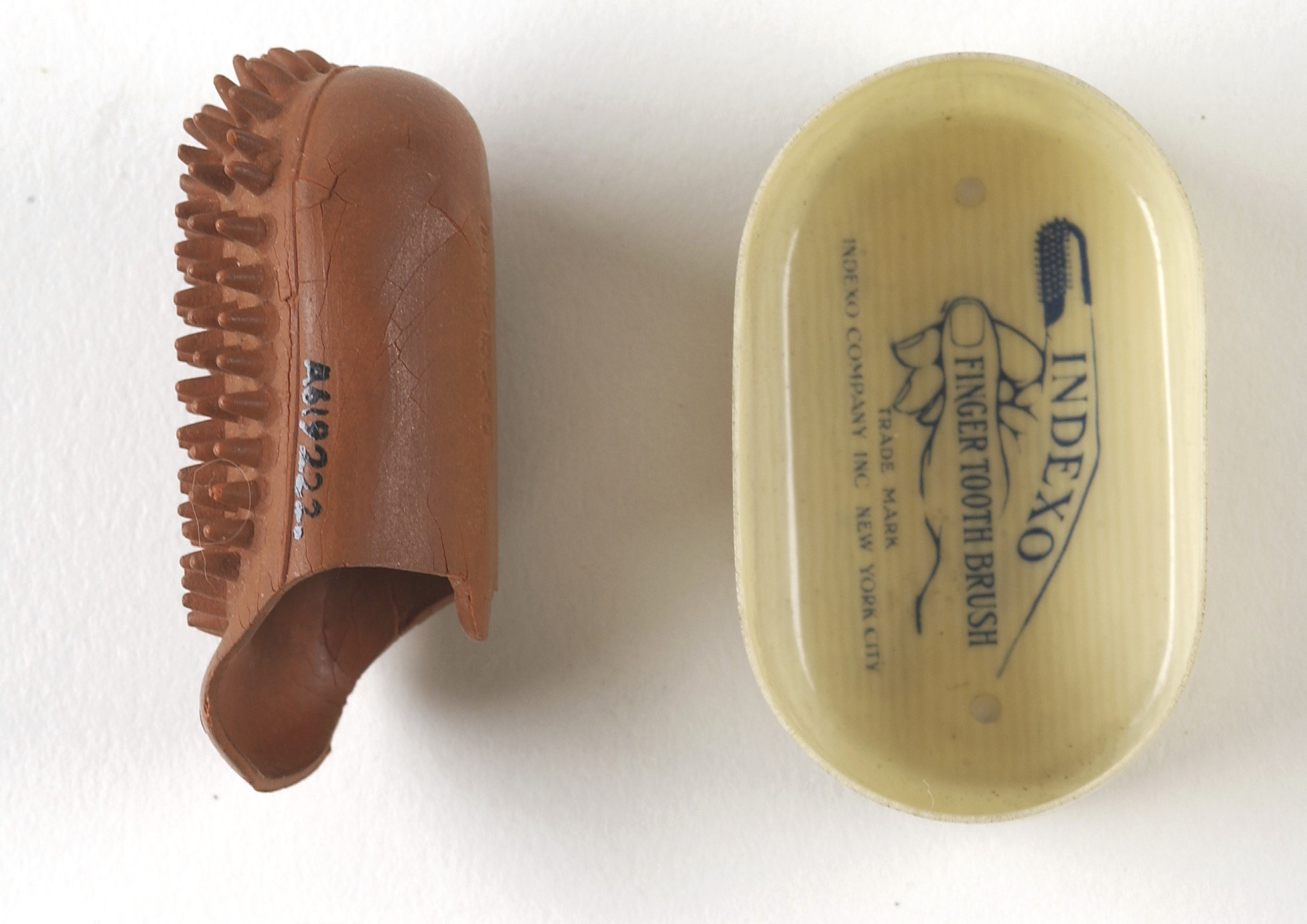
Fingerzahnbürste

Die Fingerzahnbürste ist besonders für die Mundpflege von Säuglingen und Kleinkindern geeignet. Sie besteht aus Silikon, besitzt ein sehr flaches, weiches Borstenfeld, oft nur in Form von Gumminoppen, und kann über den Finger gestülpt werden. Fingerzahnbürsten werden genutzt, um das Zahnfleisch, die Zahnansätze und die ersten Zähne des Babys schonend zu reinigen, vor allem aber, um das Kind an den Gebrauch der Zahnbürste zu gewöhnen.

## Hygiene und Reinigung der Zahnbürste
Hygiene- und Reinigungsmaßnahmen für Zahnbürsten müssen leicht durchführbar sein, weil sie sonst keine Akzeptanz finden. Außerdem müssen sie billig und ressourcenschonend sein, weil man im anderen Fall besser eine neue Zahnbürste kauft.
- Es wird abgeraten, eine Zahnbürste mit einer anderen Person zu teilen, da es sowohl allgemeine hygienische Bedenken als auch ein erhöhtes Übertragungsrisiko von blutübertragbaren Krankheiten, wie Hepatitis C darstellt.[32] Deshalb sollen mehrere Personen verschiedenfarbige Zahnbürsten verwenden, um einer Verwechslungsgefahr vorzubeugen.
- Abspülen unter einem kräftigen Wasserstrahl und optische Kontrolle auf Rückstände vor einem Antrocknen sind empfehlenswert.
- Es ist günstig, wenn die Zahnbürste nach dem Abspülen möglichst schnell trocknet. Dazu stellt man die Bürste mit dem Bürstenkopf nach oben in den Zahnputzbecher. Zahnbürsten sollten in einem möglichst luftdurchlässigen Behälter transportiert werden.
- Bei Outdooraktivitäten und in der Natur nimmt man am Ende des Zähneputzens den Bürstenkopf noch einmal in den Mund und saugt den Schaum aus der Bürste heraus (dann ausspucken). Die leergesaugte Zahnbürste lässt sich dann mit einer minimalen Wassermenge ausspülen.
- Bei eingeschränktem Immunsystem (z. B. Diabetes, Schwangerschaft, Krebs oder nach einer OP) ist die Mundflora anfällig für Keime und es kommt leicht zu Zahnfleischentzündung und pilzbedingtem Soor. Dann kann die Desinfektion der Zahnbürste mit einem chlorhexidinhaltigen Dentalspray die Keimbesiedelung verringern.[33]
- Einige Modelle von elektrischen Zahnbürsten haben in die Ladegeräte integrierte elektrische UV-Desinfektionsvorrichtungen.

## Schäden durch Zahnbürsten
Die Zähne können durch eine Vielzahl von Faktoren beschädigt werden. Allen voran muss die falsche Zahnputztechnik mit der Handzahnbürste genannt werden, nämlich wenn mit dieser horizontal über die Zahnhälse „geschrubbt“ wird.
Ein zu hoher Anpressdruck der Zahnbürste kann ebenfalls zu Schäden am Zahn führen. Rechtshänder üben einen stärkeren Druck beim Putzen der rechten Gebisshälfte aus, Linkshänder auf der linken Seite. Im Seitenzahnbereich und im Frontzahnbereich liegt die Zahnbürste auf mehreren Zähnen auf. Am Eckzahn liegt sie nur punktuell auf, sodass bei gleichem Anpressdruck der Zahnbürste die prominenten Eckzähne mit zwei- bis dreifachem Druck gereinigt werden. Bei einigen elektrischen Zahnbürsten wird durch technische Maßnahmen versucht, den Anpressdruck zu reduzieren.
Harte Zahnbürsten reinigen gründlicher; durch stärkere Abtragungen schädigen diese jedoch im höheren Maße Zahnfleisch, Zähne und Zahnhälse als weiche Zahnbürsten. Bei empfindlichen Zähnen wird eine weichere Zahnbürste und längeres Putzen angeraten.
Harte Naturborstenzahnbürsten haben (mikroskopisch betrachtet) scharfe Enden, die zu Zahnschäden führen. Die Naturborsten werden bei der Herstellung geschnitten, was zu scharfen Enden führt. Im Gegensatz hierzu haben Kunststoffborsten durch das Herstellungsverfahren abgerundete Spitzen an den einzelnen Borsten. Die abgerundeten Spitzen entstehen durch das Abschmelzen der Kunststoffenden.
Zahnpasten, die zu viele Schleifkörper enthalten (sogenannte Raucherzahncreme), dürfen nur gelegentlich angewandt werden, weil diese eine grobe Körnung aufweisen, die bei regelmäßiger Anwendung den Zahnschmelz sukzessive abreibt.
Eine falsche Anwendung elektrischer Zahnbürsten kann bei oszillierend-rotierenden E-Zahnbürsten ebenso zu Defekten führen. In einer In-vitro-Untersuchung konnte nachgewiesen werden, dass verschiedene elektrische Zahnbürsten (rotierende-oszillierende Zahnbürsten, Schall- und Ultraschallzahnbürsten) gesundes Dentin stärker abradieren als manuelle Zahnbürsten. Neuere Entwicklungen reduzieren den maximalen Anpressdruck dieser Zahnbürsten.
Der Genuss säurehaltiger Speisen und Getränke macht das Zahnschmelz anfälliger für Abrasion durch Zahnbürsten. Lange Zeit herrschte die Empfehlung, nach dem Verzehr derartiger Nahrungsmittel mindestens eine halbe Stunde mit dem Putzen zu warten, um dem Zahnschmelz Zeit zur Remineralisation zu geben. Eine neuere Studie kam jedoch zu dem Schluss, dass die Remineralisierung deutlich mehr Zeit benötigt und von der früheren Empfehlung Abstand genommen werden sollte.
Am häufigsten entstehen durch falsche Putztechnik keilförmige Defekte am Zahnhals. Jedoch wird dafür das Zusammentreffen mehrerer Faktoren angenommen.

## Zahnbürsten für Hunde
Zur Zahnreinigung können bei Hunden handelsübliche, weiche Zahnbürsten verwendet werden. Harte Zahnbürsten können das Zahnfleisch des Hundes verletzen. Alternativ werden Doppelkopf-Zahnbürsten angeboten, mit denen die Außen- und Innenflächen gleichzeitig gereinigt werden können. Die Bürsten gibt es in verschiedenen Größen. Zur Eingewöhnung sind Fingerzahnbürsten erhältlich, die wie ein Fingerhut auf den Zeigefinger aufgesteckt werden. Entweder sie sind wie eine Bürste mit kurzen Borsten oder Gumminoppen beschichtet oder tragen am Ende einer stabilen Kunststoffhülle den Bürstenkopf mit weichen Borsten. Speziell für Hunde wurden elektrische Zahnbürsten entwickelt, die sehr leise laufen. Trotzdem bedarf es zunächst einer längeren Gewöhnung des Hundes an das Geräusch. Grundsätzlich ist der Hund über mehrere Wochen mit viel Geduld schrittweise an die Zahnreinigung heranzuführen, damit diese stressfrei ablaufen kann. Untauglich zur händischen Zahnreinigung sind „Hundesnacks“ in Zahnbürstenform.

## Trivia
Für Zahnbürsten gibt es mehrere Normierungen, darunter die DIN EN ISO 20126. Diese beschreibt unter anderem eine Büschelauszugsprüfung, in der jede Borste eine Zugkraft von 15 Newton aushalten muss.
Weltweit führender Hersteller von Maschinen und Formen zur Herstellung von Handzahnbürsten ist die Firma Zahoransky in Todtnau.
Im dystopischen Roman Wir des russischen Autors Jewgeni Samjatin, fertiggestellt 1920, verwenden die Einwohner des „Vereinigten Staats“ ganz selbstverständlich elektrische Zahnbürsten.
Im Jahre 1946 errichtete der Amerikaner Fritz B. Burns ein „Wunderhaus des 20. Jahrhunderts“, das unter anderem mit einer elektrischen Zahnbürste ausgestattet war, die mit einem „vibrierenden Gummifrottierband“ arbeitete. Das Haus verfügte außerdem über ein „Hausmikrophon“ sowie über eine „Sonderlampe […], die garantiert alle Keime abtötet“, und sollte 75.000 US-Dollar kosten (entspricht heute ungefähr 1.000.000 US-Dollar).
Im Jahre 1979 führte eine nicht ausgeschaltete elektrische Zahnbürste in Nozay zu einem Großeinsatz von Feuerwehr und Polizei: Weil aus einer Villa „unüberhörbar ein rätselhafter Pfeifton drang“, vermutete man Einbrecher oder eine undichte Gasleitung. Polizisten und mit Atemmasken ausgerüstete Feuerwehrleute drangen in das Haus ein.
Manche Aufsteckbürsten haben vorne bzw. hinten jeweils einen oder mehrere kleine Schlitze, die (nach Herstellerangabe) dazu dienen, dass Wasser das Innere des Bürstenkopfes durchspülen kann sowie zur Ermöglichung ausreichender Trocknung im Inneren nach der Benutzung.